# Victor-Blackburne
Victor-Blackburne is een historisch merk van motorfietsen uit Australië.
Dit was een Australisch motormerk dat tussen 1919 en 1921 werd geproduceerd, waarschijnlijk door JAP-dealer J.N. Taylor and Co. in Adelaide. Daarom is het ook vreemd dat de machines voorzien waren van een Blackburne-motorblok.